# 福建石楠
福建石楠（学名：Photinia fokienensis）为蔷薇科石楠属下的一个种。

## 扩展阅读
- 維基物種上的相關：福建石楠